# Hirose Electric

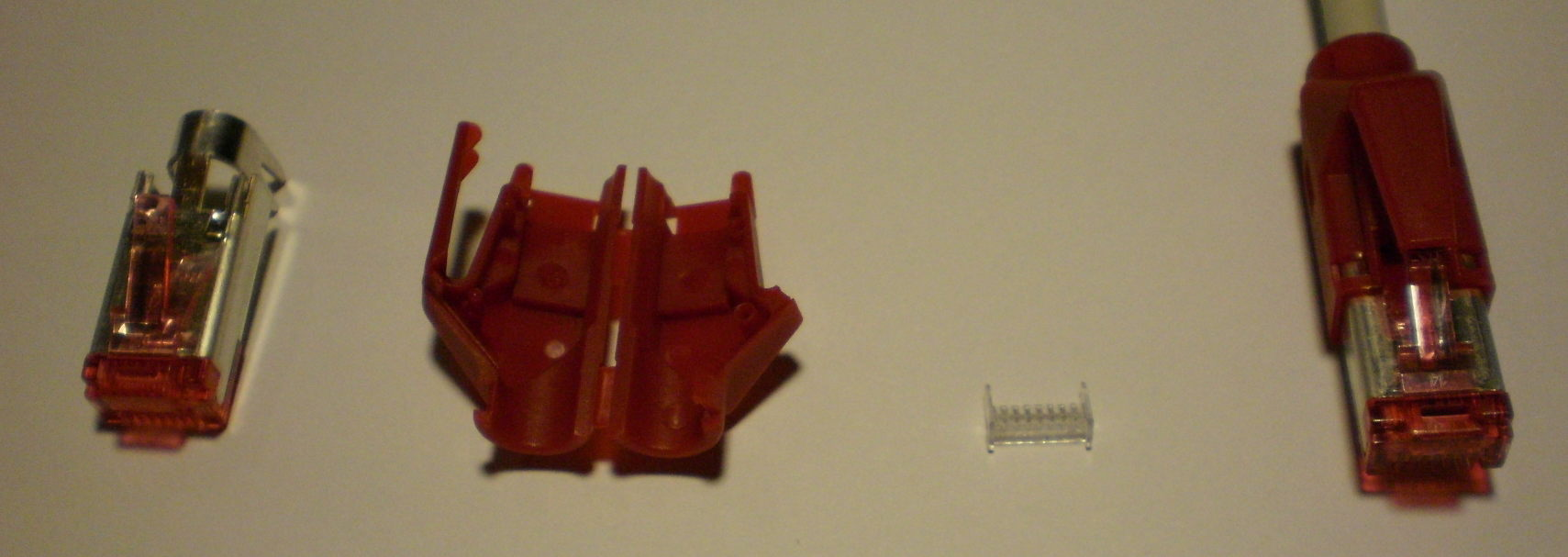
Conector RJ-45 Hirose TM21

Hirose Electric Co., LTD. (ヒロセ電機 Hirose Denki?) es una empresa con sede en Shinagawa, Tokio, Japón especializada en la fabricación de conectores. Fue fundada en 1937 y comenzó a vender internacionalmente en 1968. Cuenta con 3.865 empleados en 2011 Ha logrado un reconocimiento especial por sus conectores RJ-45 para cable de par trenzado ofreciendo consejos sobre el uso de herramientas de corrugar.

## Historia
- La empresa fue fundada el 15 de agosto de 1937 por Keizo Hirose (広瀬銈三, Hirose Keizō, † 1971) en Tokio como Hirose Shōkai (広瀬商会)
- En junio de 1948 se funda Hirose Shokai Factory Co., Ltd.
- En agosto de 1963 cambia al nombre actual
- En diciembre de 1972 comienza a cotizar en la bolsa de Tokio
- En noviembre de 1984 entra a formar parte del índice de valores
- En febrero de 1988 se funda la filial HIROSE Electric GmbH en Ostfildern

## Subsidiarias[1]
- TOHOKU HIROSE ELECTRIC CO., LTD. (Miyako, prefectura de Iwate, Japón)
- KORIYAMA HIROSE ELECTRIC CO., LTD. (Koriyama, prefectura de Fukushima, Japón)
- ICHINOSEKI HIROSE ELECTRIC CO., LTD. (Ichinoseki, prefectura de Iwate, Japón)
- HST CO., LTD. (Yokohama, prefectura de Kanagawa, Japón)
- HIROSE ELECTRIC (U.S.A.), INC. (U.S.A.)
- HIROSE ELECTRIC EUROPE B.V. (Holanda)
- HIROSE ELECTRIC MALAYSIA SDN.BHD. (Malaysia)
- HIROSE ELECTRIC TAIWÁN CO., LTD. (Taiwán)
- PT. HIROSE ELECTRIC INDONESIA (Indonesia)
- HIROSE KOREA CO., LTD. (Corea del sur)
- HIROSE ELECTRIC SINGAPORE PTE.LTD. (Singapur)
- HIROSE HONG KONG CO., LTD. (Hong Kong)
- HIROSE ELECTRIC HONG KONG TRADING CO.,LTD. (Hong Kong)
- HIROSE ELECTRIC (SHANGHÁI)CO., LTD. (China)
- HIROSE ELECTRIC TECHNOLOGIES (SHENZHEN) CO., LTD. (China)
- HIROSE ELECTRIC (DONGGUAN)CO., LTD. (China)
- HIROSE ELECTRIC (SUZHOU)CO., LTD. (China)